# 抵押
抵押是指提供私人資產（不論是否為不動產）作為債務擔保的動作，多發生於購買房地產時銀行借出的抵押貸款或在典當商折現非不動產的物品。抵押常在銀行或地產界使用。在粵語使用區亦即主要為香港，以不動產作出的借貸通常又稱為按揭，而在香港申請銀行按揭時，不少人會選擇通過按揭仲介去比較各銀行計劃，以賺取額外優惠。
一般，借款可以分為「有抵押借貸」和「無抵押借貸」兩種，而抵押就是屬前者。
而担保（Guarantee）是指并仅限于“第三人为债务人向债权人提供的担保”。而债务人自己向债权人提供的担保则不在其列，而是称为抵押（mortgage）。因为债务人自己充当担保人时，不存在可期待的追偿权。

## 有抵押借貸
抵押的物品可能是：
- 有價值的證券、定期存單、債券、股票等。
- 房屋、土地、車輛、船隻、飛機等。
- 貴金屬、黃金、珠寶、鑽石、古董等。

按揭借款有抵押品，如果過期不還錢，沒收抵品，或作拍賣，例如銀主盤。

## 貸款價值比
貸款價值比（Loan-to-Value）是指貸款金額和抵押品價值的比例。以房屋貸款為例，如果房子的價值為1,000萬，貸款金額為700萬, 貸款價值比即為70%。不同的抵押品貸款的貸款價值比根據銀行自身政策各不相同，但多數與資產價格穩定性相關。如資產價格相對穩定，則貸款價值比相對較高。

## 無抵押借貸
無抵押借貸，又稱無擔保貸款或個人信用貸款，都是相似的，並流行於世界各地的其中之一種金融產品。借款視個人信用而借錢給於貸款人，而利息計算及額度則視借款人信用強弱而定。借款不用抵押品，定期還錢，若逾期不還，只有追討，或者找擔保人負責。以目前來講視地區性不同無抵押借貸，無擔保貸款或個人信用貸款，擔保人關係部份已逐漸式微。改以借款人本身信用為主，作為放款單位是否批准的主要依據了。在台灣則有無擔保債務總額的上限，以常態月收入的22倍作為上限。

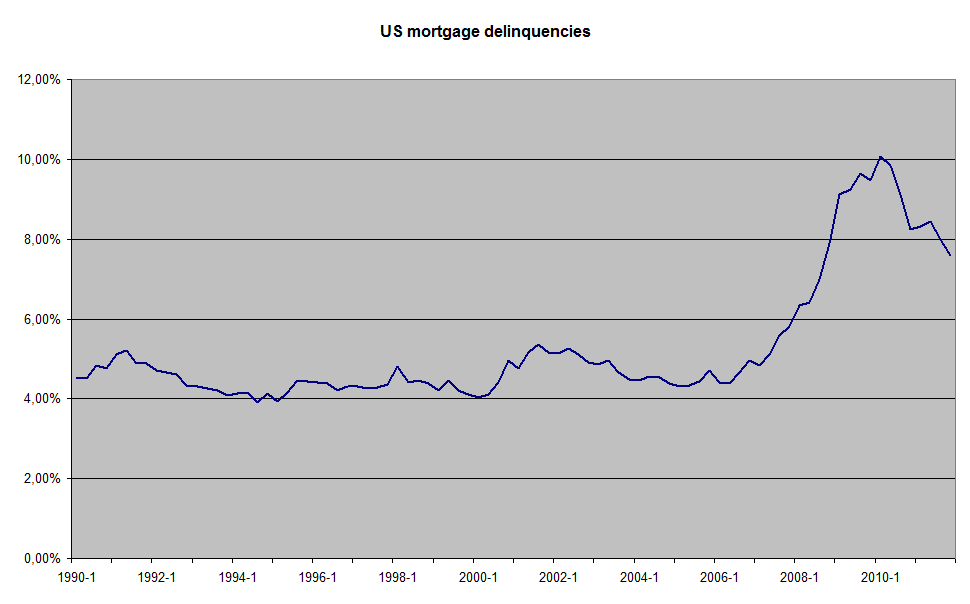
美國抵押貸款拖欠情況於金融海嘯後上升。